# Rohdendorfia alpina
Rohdendorfia alpina är en tvåvingeart som beskrevs av Sack 1938. Rohdendorfia alpina ingår i släktet Rohdendorfia och familjen blomflugor.
Artens utbredningsområde är Schweiz. Enligt den finländska rödlistan är arten otillräckligt studerad i Finland. Artens livsmiljö är fjällängar. Inga underarter finns listade i Catalogue of Life.